# Chaetaglaea
Chaetaglaea là một chi bướm đêm thuộc họ Noctuidae.

## Các loài
- Chaetaglaea cerata Franclemont, 1943
- Chaetaglaea fergusoni Brou, 1997
- Chaetaglaea sericea (Morrison, 1874)
- Chaetaglaea tremula (Harvey, 1875)